# Corcyra (geslacht)
Corcyra is een geslacht van vlinders van de familie snuitmotten (Pyralidae), uit de onderfamilie Galleriinae.

## Soorten
- C. asthenitis Turner, 1904
- C. cephalonica - Rijstmot (Stainton, 1866)
- C. lineata Legrand, 1965
- C. nidicolella Rebel, 1914